# John Doman
John Doman (ur. 9 stycznia 1945 w Filadelfii w stanie Pensylwania) – amerykański aktor filmowy i telewizyjny; m.in. zagrał główne role w serialach TV: Prawo ulicy (2002–2008) i Prawdziwa historia rodu Borgiów (2011–2014), w którym odtwarzał postać papieża Aleksandra VI.
Jest absolwentem Uniwersytetu Pensylwanii. W czasie wojny w Wietnamie był oficerem piechoty morskiej. Jako aktor debiutował dopiero na początku lat 90. Wcześniej przez 20 lat pracował w branży reklamowej.

## Filmografia
Filmy:
- Podróż Augusta Kinga (1995) jako Bolton
- Szklana pułapka 3 (1995) jako brygadzista
- Cop Land (1997) jako adiutant Vincenta Lassaro
- Mały smutny chłopiec (1997) jako Andy Berg
- Kod Merkury (1998) jako kierownik Hartley
- Dochodzenie (2002) jako Henderson
- Rzeka tajemnic (2003) jako kierowca
- Czekając na cud (2004) jako dr Baron
- Snajper 3 (2004) jako Paul Finnegan
- Fatwa (2006) jako John Davidson
- Samotne serca (2006) jako MacSwain
- Gracie (2007) jako trener Colasanti
- Blue Valentine (2010) jako Jerry Heller
- W firmie (2010) jako Dysert

Seriale telewizyjne:
- Prawo i porządek (1990–2010) – różne role w kilku odcinkach (gościnnie)
- Star Trek: Stacja kosmiczna (1993–1999) jako Lenaris Holem (gościnnie, 1995)
- Doktor Quinn (1993–1998) jako  pan Riggs (gościnnie, 1995)
- City (1995–1997) jako Murray Golden (gościnnie, 1996)
- Nowojorscy gliniarze (1993–2005) jako Frank DiNovi (gościnnie, 1999)
- Ostry dyżur (1994–2009) jako dr Carl Deraad (gościnnie w 10 odcinkach z lat 1999–2003)
- Stan wyjątkowy (1998–2000) jako gubernator Marx (gościnnie, 2000)
- Rodzina Soprano (1999–2007) jako adwokat okręgowy (gościnnie, 2000)
- Oz (1997–2003) jako Edward Galson (gościnnie, 2001)
- Kancelaria adwokacka (1997–2004) jako funkcjonariusz Finley/detektyw/detektyw składający zeznania (gościnnie, 2000 i 2001)
- Potyczki Amy (1999–2005) jako Ralph (gościnnie, 2001)
- Prawo i porządek: Zbrodniczy zamiar (2001–2011) jako Roy Markham (gościnnie, 2001)
- CSI: Kryminalne zagadki Las Vegas (od 2000) jako sędzia Slater (gościnnie, 2003)
- Agenci NCIS (od 2003) jako porucznik Cheney (gościnnie, 2005)
- Bez śladu (2002–2009) jako Hayden Mills (gościnnie, 2007)
- Prawo ulicy (2002–2008) jako William A. Rawls
- Układy (2007–2012) jako Walter Kendrick (gościnnie, 2009)
- Tożsamość szpiega (2007–2013) jako Bill Cowley (gościnnie, 2010)
- Żona idealna (od 2009) jako Oliver Cardiff (gościnnie, 2011)
- Partnerki (od 2010) jako Patrick „Paddy” Doyle (gościnnie w kilku odcinkach)
- Impersonalni (od 2011) jako senator Ross Garrison (gościnnie w kilku odcinkach)
- Prawdziwa historia rodu Borgiów (2011–2014) jako papież Aleksander VI
- Gotham (od 2014) jako Carmine Falcone